# Sven Burmester
Sven Burmester (født 29. juli 1940 i Aalborg, død 24. september 2024 i København) var en dansk forfatter, samfundsdebattør og vicedirektør i Verdensbanken.
Han blev student fra Aalborg Katedralskole 1959. Cand. scient. fra Københavns Universitet (organisk kemi) 1967. Master of Public Affairs (MPA) fra Princeton University 1971.
Fra 1971 til 1997 var han ansat i Verdensbanken i flere forskellige funktioner, herunder sekretær for bankens præsident (Robert McNamara), chef for flere forskellige af bankens divisioner, vicedirektør samt endelig bankens repræsentant i Ægypten.
Fra 1997 til 2001 leder af FN´s befolkningsfond i Kina og Nordkorea. Derefter forfatter og foredragsholder. Sven Burmester var adjungeret professor ved flere læreanstalter, herunder ved Aalborg Universitet, universitetet i Aleksandria, Ægypten og Sichuan Reproductive Health Institute i Chengdu, Kina. Han var desuden dansk medlem af Den Trilaterale Kommission. Sven Burmester var i mange år bosat i Washington D.C., sin sidste tid dog i København.